# Dharwad (huyện)
Huyện Dharwad là một huyện thuộc bang Karnataka, Ấn Độ. Thủ phủ huyện Dharwad đóng ở Dharwad. Huyện Dharwad có diện tích 4265 ki lô mét vuông. Đến thời điểm năm 2001, huyện Dharwad có dân số 1603794 người.